# Calderas (Venezuela)
Pour les articles homonymes, voir Calderas et Caldera.
Calderas est la capitale de la paroisse civile de Calderas de la municipalité de Bolívar dans l'État de Barinas au Venezuela.